# Rhynchina pervulgaris
Rhynchina pervulgaris är en fjärilsart som beskrevs av Swinhoe 1885. Rhynchina pervulgaris ingår i släktet Rhynchina och familjen nattflyn. Inga underarter finns listade.